# Coppa del Mondo di combinata nordica 2000
La Coppa del Mondo di combinata nordica 2000, diciassettesima edizione della manifestazione organizzata dalla Federazione Internazionale Sci, ebbe inizio il 9 dicembre 1999 a Vuokatti, in Finlandia, e si concluse il 17 marzo 2000 a Santa Caterina Valfurva, in Italia.
Furono disputate 19 delle 21 gare previste, in 15 diverse località, 11 individuali Gundersen, 7 sprint, 1 - per la prima volta - a squadre (valida ai fini della classifica per nazioni); 13 gare si svolsero su trampolino normale, 6 su trampolino lungo.
Il finlandese Samppa Lajunen si aggiudicò la coppa di cristallo, il trofeo assegnato al vincitore della classifica generale. Non vennero stilate classifiche di specialità; Bjarte Engen Vik era il detentore uscente del trofeo.

## Risultati
| Data             | Località                             | Nazione         | Trampolino            | Spec.          | Primo                                                  | Secondo                                                 | Terzo                                                       |
| ---------------- | ------------------------------------ | --------------- | --------------------- | -------------- | ------------------------------------------------------ | ------------------------------------------------------- | ----------------------------------------------------------- |
| 4 dicembre 1999  | Lillehammer                          | Norvegia        | Lysgårdsbakken K90    | IN NH/15 km    | annullata                                              | annullata                                               | annullata                                                   |
| 5 dicembre 1999  | Lillehammer                          | Norvegia        | Lysgårdsbakken K120   | SP LH/7,5 km   | annullata                                              | annullata                                               | annullata                                                   |
| 9 dicembre 1999  | Vuokatti                             | Finlandia       | Hyppyrimäki K90       | IN NH/15 km    | Ronny Ackermann                                        | Samppa Lajunen                                          | Bjarte Engen Vik                                            |
| 11 dicembre 1999 | Vuokatti                             | Finlandia       | Hyppyrimäki K90       | SP NH/7,5 km   | Samppa Lajunen                                         | Bjarte Engen Vik                                        | Hannu Manninen                                              |
| 19 dicembre 1999 | Steamboat Springs                    | Stati Uniti     | Howelsen K114         | IN LH/15 km    | Ladislav Rygl                                          | Samppa Lajunen                                          | Bjarte Engen Vik                                            |
| 21 dicembre 1999 | Steamboat Springs                    | Stati Uniti     | Howelsen K88          | SP NH/7,5 km   | Samppa Lajunen                                         | Bjarte Engen Vik                                        | Ladislav Rygl                                               |
| 3 gennaio 2000   | Oberwiesenthal                       | Germania        | Fichtelberg K90       | SP NH/7,5 km   | Samppa Lajunen                                         | Bjarte Engen Vik                                        | Jari Mantila                                                |
| 5 gennaio 2000   | Reit im Winkl                        | Germania        | Franz Haslberger K90  | IN NH/15 km    | Bjarte Engen Vik                                       | Samppa Lajunen                                          | Mario Stecher                                               |
| 8 gennaio 2000   | Schonach                             | Germania        | Langenwaldschanze K90 | IN NH/15 km    | Bjarte Engen Vik                                       | Samppa Lajunen                                          | Mario Stecher                                               |
| 11 gennaio 2000  | Val di Fiemme                        | Italia          | Giuseppe Dal Ben K90  | IN NH/15 km    | Samppa Lajunen                                         | Kenji Ogiwara                                           | Bjarte Engen Vik                                            |
| 16 gennaio 2000  | Breitenwang                          | Austria         | Raimund Ertl K87      | SP NH/7,5 km   | Samppa Lajunen                                         | Ladislav Rygl                                           | Felix Gottwald                                              |
| 22 gennaio 2000  | Liberec                              | Rep. Ceca       | Ještěd K120           | IN LH/15 km    | Ladislav Rygl                                          | Samppa Lajunen                                          | Kenji Ogiwara                                               |
| 5 febbraio 2000  | Hakuba                               | Giappone        | Hakuba K120           | IN LH/15 km    | Bjarte Engen Vik                                       | Hannu Manninen                                          | Ronny Ackermann                                             |
| 8 febbraio 2000  | Nozawaonsen                          | Giappone        | Mukobayashi K90       | SP NH/7,5 km   | Samppa Lajunen                                         | Bjarte Engen Vik                                        | Ladislav Rygl                                               |
| 12 febbraio 2000 | Sapporo                              | Giappone        | Ōkurayama K120        | IN LH/15 km    | Kristian Hammer                                        | Todd Lodwick                                            | Mario Stecher                                               |
| 26 febbraio 2000 | Chaux-Neuve                          | Francia         | La Côté Feuillée K90  | IN NH/15 km    | Samppa Lajunen                                         | Jaakko Tallus                                           | Mario Stecher                                               |
| 4 marzo 2000     | Lahti                                | Finlandia       | Salpausselkä K90      | SP NH/7,5 km   | Hannu Manninen                                         | Bjarte Engen Vik                                        | Kristian Hammer                                             |
| 10 marzo 2000    | Oslo                                 | Norvegia        | Holmenkollen K115     | IN LH/15 km    | Bjarte Engen Vik                                       | Samppa Lajunen                                          | Jaakko Tallus                                               |
| 11 marzo 2000    | Oslo                                 | Norvegia        | Holmenkollen K115     | SP LH/7,5 km   | Bjarte Engen Vik                                       | Kenneth Braaten                                         | Kristian Hammer                                             |
| 16 marzo 2000    | Sankt Moritz Santa Caterina Valfurva | Svizzera Italia | Olympiaschanze K94    | T MS NH/3x5 km | Austria Michael Gruber Christoph Bieler Felix Gottwald | Finlandia I Hannu Manninen Jaakko Tallus Samppa Lajunen | Norvegia I Kristian Hammer Kenneth Braaten Bjarte Engen Vik |
| 17 marzo 2000    | Sankt Moritz Santa Caterina Valfurva | Svizzera Italia | Olympiaschanze K94    | IN LH/15 km    | Samppa Lajunen                                         | Kenji Ogiwara                                           | Lars Andreas Østvik                                         |

Legenda:

IN = individuale Gundersen

SP = sprint

MS = partenza in linea

T = gara a squadre

NH = trampolino normale

LH = trampolino lungo

## Classifiche

### Generale
| Pos. | Nome             | Nazione     | Punti |
| ---- | ---------------- | ----------- | ----- |
| 1    | Samppa Lajunen   | Finlandia   | 2175  |
| 2    | Bjarte Engen Vik | Norvegia    | 1990  |
| 3    | Ladislav Rygl    | Rep. Ceca   | 1274  |
| 4    | Todd Lodwick     | Stati Uniti | 1138  |
| 5    | Ronny Ackermann  | Germania    | 1100  |
| 6    | Kenji Ogiwara    | Giappone    | 1076  |
| 7    | Felix Gottwald   | Austria     | 1020  |
| 8    | Mario Stecher    | Austria     | 955   |
| 9    | Hannu Manninen   | Finlandia   | 898   |
| 10   | Jari Mantila     | Finlandia   | 880   |

### Nazioni
| Pos. | Nazione   | Punti |
| ---- | --------- | ----- |
| 1    | Finlandia | 5054  |
| 2    | Norvegia  | 4962  |
| 3    | Germania  | 2945  |
| 4    | Giappone  | 2674  |
| 5    | Austria   | 2621  |